# Мочальники (Смоленская область)
Мочальники — деревня в Вяземском районе Смоленской области России. Входит в состав Царёво-Займищенского сельского поселения. Население — 3 жителя (2007 год). 
Расположена в восточной части области в 35 км к северо-востоку от Вязьмы, в 3 км южнее автодороги М1 «Беларусь», на берегу реки Сежа. В 11 км северо-западнее деревни расположена железнодорожная станция О.п. 204-й км на линии Москва — Минск.

## История
В годы Великой Отечественной войны деревня была оккупирована гитлеровскими войсками в октябре 1941 года, освобождена в марте 1943 года.